# Lijst van beelden in Heumen
Dit is een (onvolledige) chronologische lijst van beelden in Heumen. Onder een beeld wordt hier verstaan elk driedimensionaal kunstwerk in de openbare ruimte van de Nederlandse gemeente Heumen, waarbij beeld wordt gebruikt als verzamelbegrip voor sculpturen, standbeelden, installaties, gedenktekens en overige beeldhouwwerken.
Voor een volledig overzicht van de beschikbare afbeeldingen zie: Beelden in Heumen op Wikimedia Commons.
| Geplaatst | Omschrijving                                                    | Kunstenaar    | Straat                                   | Plaats     | Materiaal   | Afbeelding |
| --------- | --------------------------------------------------------------- | ------------- | ---------------------------------------- | ---------- | ----------- | ---------- |
| 1939      | Mobilisatie-monument, reliëf met Lodewijk en Hendrik van Nassau | Jac Maris     | Dorpstraat 19, in kerkmuur               | Heumen     | keramiek    |            |
| 1943      | Heilig Hartbeeld                                                | Henri Jonkers | Hoogstraat                               | Overasselt |             |            |
| 1947      | Monument voor Nederlandse Militairen                            | Jac Maris     | Monumentweg                              | Heumen     | natuursteen |            |
| ca. 1960  | Kind met veulen                                                 | Jac Maris     | Raadhuisstraat 1                         | Malden     | brons       |            |
| 1975      | Tempel van het gezin                                            | Jac Maris     | Dorpstraat                               | Heumen     | brons       |            |
| ca. 1980  | Uiltje                                                          | Jac Maris     | Promenade                                | Malden     |             |            |
| 1992      | Don Quichote                                                    | Jac Maris     | Kerkplein, bij gemeentehuis              | Malden     | brons       |            |
| ?         | St. Antonius Abt                                                |               | Hoogstraat 9                             | Overasselt |             |            |
| ?         | Reliëf (muziekgroep)                                            | Jac Maris     | Dorpstraat 21                            | Heumen     | keramiek    |            |
| ?         | De Gehelmde                                                     | Wim Klabbers  | Oude Kleefsebaan/P. van Kuppenveldstraat | Overasselt |             |            |
| ?         | De veerman                                                      | Henk van Hout | Maasdijk                                 | Overasselt |             |            |